# Jamie Alberts
Pour les articles homonymes, voir Alberts.
James "Jamie" Alberts (né le 17 mars 1980 à Chesterfield en Angleterre,) est un coureur cycliste britannique.

## Biographie
De 2001 à 2004, Jamie Alberts évolue en France au club Nantes 44 Cyclisme puis au CC Étupes. Durant cette période, il remporte diverses courses chez les amateurs et un titre de champion de Grande-Bretagne espoirs (moins de 23 ans). Il a également été stagiaire au sein de l'équipe La Française des jeux. Malgré ses performances, il n'est jamais passé professionnel. 

## Palmarès
- 1998
  - British Junior Men's Road Series
  - 2e du championnat de Grande-Bretagne sur route juniors
- 2001
  - Tour du Loiret
  - Circuit d'Armorique
- 2002
  -  Champion de Grande-Bretagne sur route espoirs
- 2003
  - Grand Prix des Carreleurs
  - Tour de Franche-Comté
  - 2e d'Annemasse-Bellegarde et retour
  - 3e du championnat de Grande-Bretagne sur route
- 2004
  - Les Monts du Luberon-Trophée Luc Leblanc